# Cassiopea (figlia di Arabo)
Cassiopea (in greco antico: Κασσιόπεια?, Kassiópeia) è un personaggio della mitologia greca. Fu una regina della Fenicia.

## Genealogia
Figlia di Arabo (o Arabio), sposò Fenice e divenne madre di Fineo, di Carme ed Atimnio (quest'ultimo potrebbe essere figlio di Zeus).
Un altro figlio è Anchino, avuto da Zeus: il dio per possederla prese le sembianze di Fenice.

## Mitologia
Le uniche fonti antiche su Cassiopea si trovano sono dei frammenti delle opere perdute di Esiodo, che sono citati da altri autori o dagli scoli.
Secondo Adolf Bastian, questa Cassiopea e il marito Fenice furono i genitori della Cassiopea che divenne la moglie di Cefeo re d'Etiopia.